# Усадище (Климовское сельское поселение)
Усадище — деревня в Ефимовском городском поселении Бокситогорского района Ленинградской области.

## История
УСАДИЩЕ — деревня Тарантаевского общества, прихода села Озерева. Река Чагодоща. 

Крестьянских дворов — 19. Строений — 43, в том числе жилых — 25.

Число жителей по семейным спискам 1879 г.: 52 м. п., 51 ж. п.; по приходским сведениям 1879 г.: 47 м. п., 46 ж. п.

В конце XIX — начале XX века деревня административно относилась к Тарантаевской волости 5-го земского участка 3-го стана Тихвинского уезда Новгородской губернии.
В начале XX века близ деревни в ¾ версты от озера «Озеревка» находился жальник, в ½ версте от него — 3 холма.

УСАДИЩЕ — деревня Тарантаевского общества, число дворов — 31, число домов — 62, число жителей: 64 м. п., 71 ж. п.; Занятия жителей: земледелие, лесные заработки. Речка Чагода. Смежна с дер. Озерево. (1910 год)

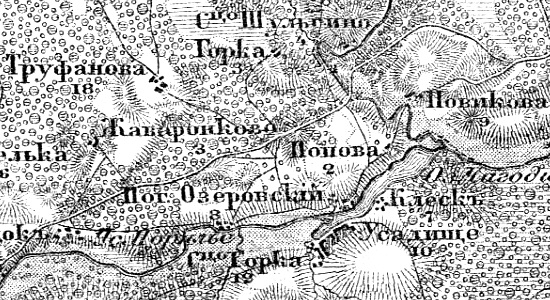
Деревня Усадище на карте 1912 года

Согласно карте Новгородской губернии 1912 года деревня насчитывала 10 крестьянских дворов.
С 1917 по 1918 год деревня входила в состав Тарантаевской волости Тихвинского уезда Новгородской губернии.
С 1918 года — в составе Череповецкой губернии.
С 1924 года — в составе Соминской волости.
С 1927 года — в составе Озеревского сельсовета Ефимовского района.
В 1928 году население деревни составляло 196 человек.
По данным 1933 года деревня Усадище входила в состав Озеревского сельсовета Ефимовского района.
С 1965 года — в составе Бокситогорского района.
По данным 1966 и 1973 годов деревня Усадище входила в состав Озеревского сельсовета Бокситогорского района.
По данным 1990 года деревня Усадище входила в состав Климовского сельсовета.
В 1997 году в деревне Усадище Климовской волости проживал 31 человек, в 2002 году — 18 человек (все русские).
В 2007 году в деревне Усадище Климовского СП проживали 17 человек, в 2010 году — 22.
В мае 2019 года Климовское сельское поселение вошло в состав Ефимовского городского поселения.

## География
Деревня расположена в южной части района близ автодороги 41К-030 (Красная Речка — Турандино).
Расстояние до деревни Климово — 7 км.
Расстояние до ближайшей железнодорожной станции Ефимовская — 40 км. 
Деревня находится на правом берегу реки Чагода.

## Демография
| 1997 | 2002 | 2007 | 2010 | 2017 |
| ---- | ---- | ---- | ---- | ---- |
| 31   | ↘18  | ↘17  | ↗22  | ↗25  |

## Инфраструктура
На 1 января 2013 года в деревне числилось 13 домохозяйств.